# Caicoli
Caicoli (ehemals Rumbia) ist ein osttimoresischer Suco im Verwaltungsamt Vera Cruz (Gemeinde Dili) und Ortsteil der Landeshauptstadt Dili. Der Sitz des Sucos befindet sich in der Aldeia De 12 Divino.

## Geographie

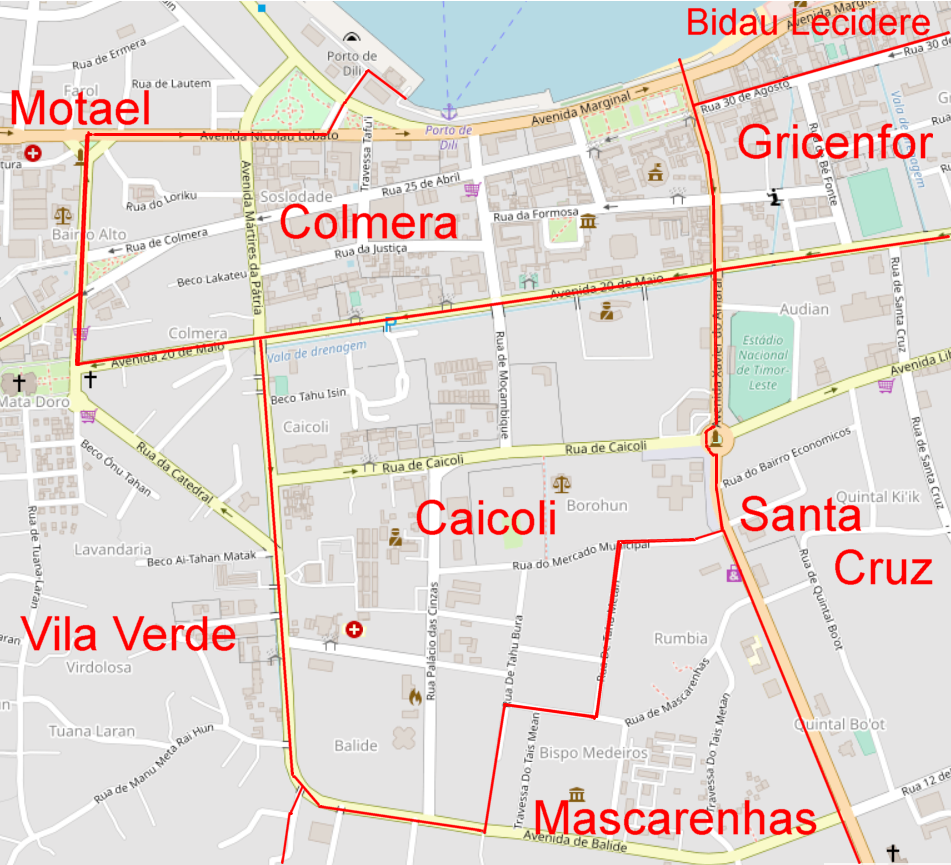
Straßenkarte von Caicoli und Colmera

Ursprünglich reichte der Suco Caicoli weiter nach Süden, bis der Suco Mascarenhas abgetrennt wurde. Vor der Gebietsreform 2015 hatte Caicoli eine Fläche von 0,62 km². Von Mascarenhas tauschte Caicoli den Ostteil von Rumbia  gegen den Teil von Balide. Die Fläche von Caicoli beträgt nun 0,71 km².
Den Nordwesten des Sucos bildet das eigentliche Caicoli, im östlichen Zentrum liegt Borohun, im Südosten der Westteil Rumbias und im Südwesten das Zentrum von Balide. Westlich der Avenida Mártires da Pátria liegt der Suco Vila Verde, östlich das Verwaltungsamt Nain Feto mit dem Suco Santa Cruz.
Neben den traditionellen Stadtvierteln teilt sich Caicoli in fünf Aldeias. Die Aldeia Centro da Unidade nimmt den gesamten Norden des Sucos, jenseits der Rua de Caicoli ein, inklusive des Stadtviertels Caicoli. Die De 12 Divino entspricht dem Stadtviertel Borohun. Südlich davon schließt sich die Aldeia Sacoco an, die bis zu den Straßen Travessa de Tahu Mean und Travessa de Tahu Mutin reicht und grob den Westen von Rumbia einnimmt. Foho Rai Boot liegt im Südosten. Der gesamte Westen südlich der Rua de Caicoli und westlich der Rua Palácio das Cinzas sowie östlich davon, südlich der Aldeia Foho Rai Boot, ist das Gebiet der Aldeia Tahu Laran.

## Einwohner
In Caicoli leben 5.295 Einwohner (2022), davon sind 2.662 Männer und 2.633 Frauen. 4.070 von ihnen wohnen in einer urbanen Umgebung, 1.225 im ländlichen Teil des Sucos. Im Suco gibt es 975 Haushalte. 90 % der Einwohner geben Tetum Prasa als ihre Muttersprache an.

## Geschichte

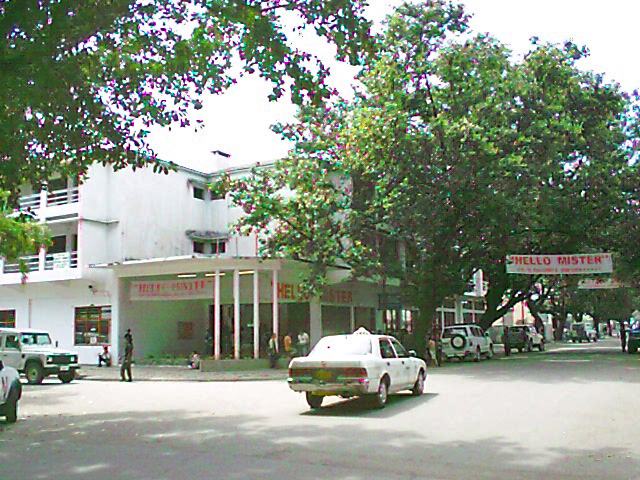
Hello Mister-Supermarkt in Caicoli (2001)

In Caicoli befand sich das Civil Military Operations Center der Internationalen Streitkräfte Osttimor.
Im März 2020 kam es in Dili zu schweren Überschwemmungen, von denen auch Caicoli betroffen war.

## Einrichtungen
Der westliche Straßenblock des eigentlichen Caicolis liegt zwischen Rua de Caicoli, Avenida Mártires da Pátria, Avenida 20 de Maio und Rua de de Moçambique. Hier finden sich das Sozialministerium, das Institutu Nasionál Estatístika Timor-Leste, die Zentrale der Electricidade de Timor-Leste (EDTL), die Autoridade Nacional para Água e Saneamento (ANAS) und das Denkmal von Caicoli, zu Gedenken der bei den Unruhen 2006 umgekommenen Polizisten.
Jenseits der Rua de de Moçambique erstreckt sich bis zur Avenida Xavier do Amaral der Osten des Stadtteils mit dem nationalen Hauptquartier der Nationalpolizei (PNTL) und dem Ministerium für Transport und Kommunikation.

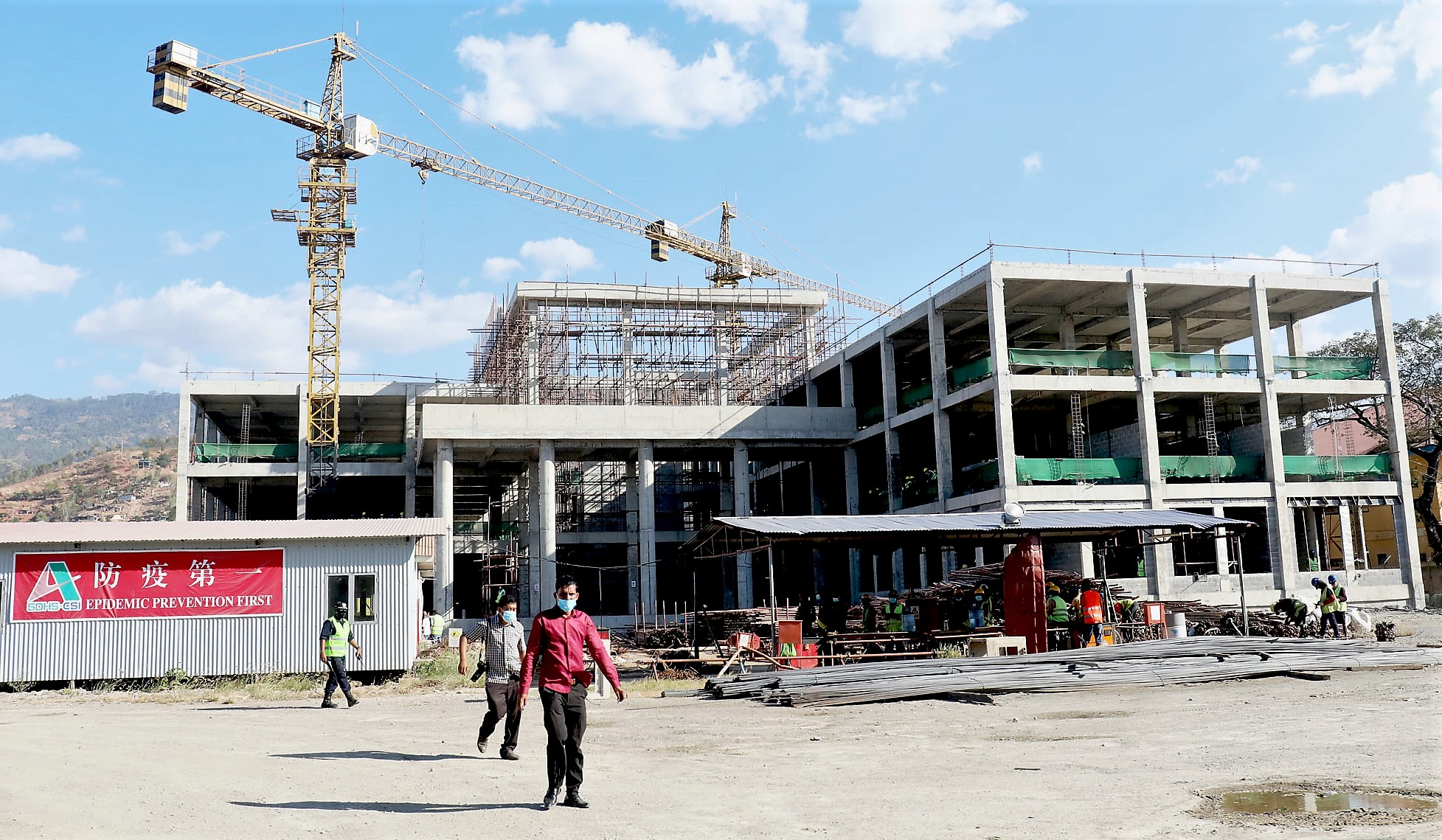
Baustelle des Distriktsgericht (2021)

In Caicolis Teil von Rumbia liegt das Hauptgebäude des Gesundheitsministeriums im Palácio das Cinzas, der Sitz der FONGTIL und die Satellitenstation der Timor Telecom. Den Osten Borohuns nimmt nahezu vollständig das Gelände des Kongress- und Messezentrums ein, mit dem Gebäude des kolonialen Mercado Municipal in der Mitte. Nördlich des Zentrums Borohuns liegt das Tribunal de Recurso de Timor-Leste, das höchste Gericht Osttimors. Für das Distriktsgericht von Dili entsteht seit 2020 in Caicoli ein Neubau. An der Rua Palácio das Cinzas befinden sich ein Nebengebäude des Gesundheitsministeriums und das Juristische Ausbildungszentrum. In Balide finden sich das Staatssekretariat für Beschäftigungspolitik und Berufsbildung (portugiesisch Secretaria de Estado da Formação Profissional e Emprego SEFOPE), das Nationale Direktorat für Zivilschutz und Feuerwehr und an der Travessa da Rumbia das Büro für Forstwirtschaft des Landwirtschafts- und Fischereiministeriums. Im März 2015 wurde an der Travessa de Rumbia (ehemals Rua Mascarenhas Vera Cruz) der Neubau der Igreja Ebenezer, des Sitzes der Igreja Evangélica Presbiteriana de Timor-Leste (Evangelisch-Presbyterianischen Kirche Osttimors), mit einem weithin sichtbaren Glockenturm eingeweiht. Außerdem liegt im Suco die Grundschule Escola Primaria Sede Antigo.

## Politik

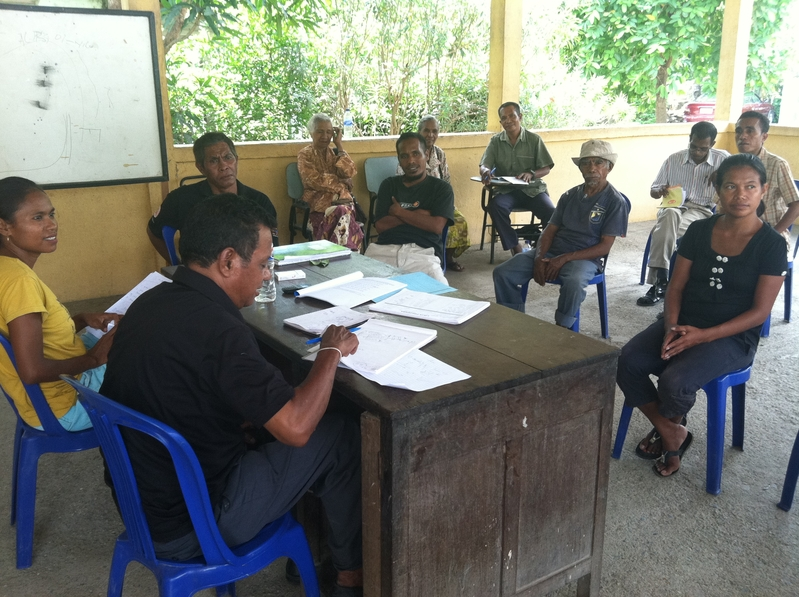
Sitzung des Suco-Rats von Caicoli

Bei den Wahlen von 2004/2005 wurde Domingos Dias dos Santos zum Chefe de Suco gewählt. Bei den Wahlen 2009 gewann Hipolito Marques Sarmento und wurde 2016 in seinem Amt bestätigt.